# 捕蝇纸

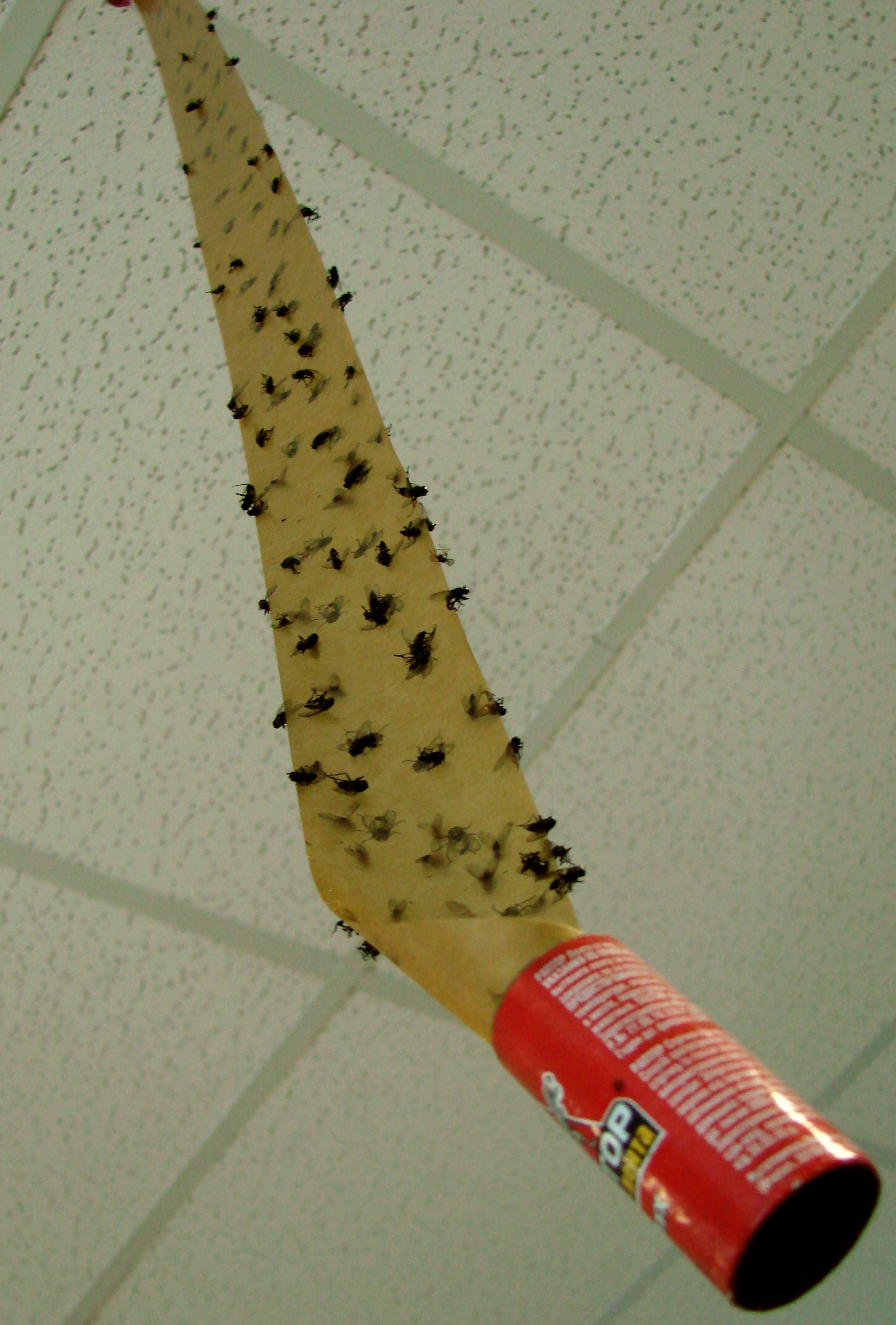
捕蝇纸

捕蝇纸，也称黏蝇纸、黏蝇条、黏苍蝇彩带、黏苍蝇板、蒼蠅紙、黏蒼蠅膠紙、黏蒼蠅膠帶、蒼蠅膠紙、蒼蠅膠帶、烏蠅膠紙、烏蠅紙等。
捕蠅紙是一種用作捕捉蒼蠅的產品，但亦可以捕捉飛蟻、果蠅及飛蛾等昆蟲。捕蠅紙表面上有引誘蒼蠅的物料及强力膠粘，當蒼蠅降落在捕蠅紙上，會被黏牢，最終餓死。也有一些捕蠅紙表面是塗上有毒物質以殺死蒼蠅。一般捕蠅紙是吊掛的方式使用，但亦可將膠紙平攤放於桌上。品質好的黏膠可持續作用一週左右，黏蠅數量可達幾百隻。

## 另見
- 蟑螂屋
- 黏鼠板
- 蒼蠅拍